# Fallou (Mali)
Fallou ist eine Gemeinde im Kreis Nara in der Region Koulikoro in Mali. Die Gemeinde besteht aus mehreren Dörfern.

## Bevölkerung
Die letzten Volkszählungen ergaben jeweils folgende Einwohnerzahlen:
| Jahr | Einwohner |
| ---- | --------- |
| 1998 | 21 477    |
| 2009 | 30 239    |

Nach Ethnien setzt sich die Bevölkerung zusammen aus: Soninke zu 67 %, Bambara zu 29 % und Mauren zu 4 %.

## Wirtschaft
Die Bevölkerung lebt von der Viehhaltung und vom Anbau von Hirse. Daneben gibt es etwas Gartenbau.
In der Gemeinde Fallou gibt es mehrere Entwicklungsprojekte, unter anderem US-amerikanische Projekte zur Ernährungssicherung und Projekte, die von deutschen Nichtregierungsorganisationen unterstützt werden.